# Diadegma grisescens
Diadegma grisescens är en stekelart som först beskrevs av Johann Ludwig Christian Gravenhorst 1829.  Diadegma grisescens ingår i släktet Diadegma och familjen brokparasitsteklar. Arten är reproducerande i Sverige. Inga underarter finns listade i Catalogue of Life.